# Hraničná (Skorošice)
Hraničná (deutsch Gränzgrund, auch Grenzgrund) ist ein erloschenes Dorf der Gemeinde Skorošice in Tschechien. Es liegt sechs Kilometer westlich von Žulová und gehört zum Okres Jeseník.

## Geographie
Hraničná befindet sich im Reichensteiner Gebirge (Rychlebské hory) rechtsseitig des Vojtovický potok (Mühlbach) im engen Talgrund Ostré údolí des Studený potok. Nördlich erheben sich der Suť (Steingerütte, 717 m n.m.) und der Kokeš (Hühnerkoppe, 651 m n.m.), im Südosten der Jezevčí vrch (755 m n.m.), südlich der Spičák (Spitzberg, 957 m n.m.), südwestlich der Borůvkový vrch (Urlichberg, 859 m n.m.) und die Siwa kopa (Schimmelkoppe, 768 m n.p.m.), im Westen der Hraničný vrch (Schusterberg, 752 m n.m.) und die Brandkoppe (678 m n.m.) sowie nordwestlich die Strážiště (Hutberg, 812 m n.m.) und der Vapenný vrch (Kalkberg, 776 m n.m.).
Nachbarorte sind Nová Véska im Norden, Vojtovice im Nordosten, Dvorec (Scholzenhof) und Nové Chaloupky im Osten, Petrovice (Petersdorf) im Südosten, Kamenné und Bielice im Süden, Nowy Gierałtów im Südwesten, Hraničky im Westen sowie Nové Vilémovice (Neu Wilmsdorf) im Nordwesten.

## Geschichte
Die an der Grenze zur Grafschaft Glatz gelegene Siedlung Gränzgrund wurde um 1690 durch das Friedeberger Amt der fürstbischöflichen Johannisberger Güter gegründet. Die Bewohner waren gegenüber der Herrschaft nur zu Jagd- und Flößtagsfrondiensten verpflichtet.
Im Jahre 1836 bestand das in einem tiefen Tal gelegene Dorf Gränzgrund aus 19 überwiegend hölzernen Häusern, in denen 133 deutschsprachige Personen lebten. Das arme Dorf umfasste einen Halbhüfner, fünf Gärtner und 12 Häusler; der unterhalb vorbeifließende Mühlbach trieb im Brettgrund eine eingängige Mühle an. Haupterwerbsquellen waren der karge Ackerbau, die Flachsspinnerei und der Tagelohn. Die Schule befand sich in Woitzdorf. Pfarrort war Gurschdorf, drei der Häuser waren jedoch nach Wildschütz gepfarrt. Bis zur Mitte des 19. Jahrhunderts blieb Gränzgrund dem Bistum Breslau untertänig. 
Nach der Aufhebung der Patrimonialherrschaften bildete Gränzgrund ab 1849 einen Ortsteil der Gemeinde Petersdorf im Gerichtsbezirk Weidenau. 1856 wurde oberhalb des Dorfes der Bergbau auf Eisenerz aufgenommen. Ab 1869 gehörte das Dorf zum Bezirk Freiwaldau. Der tschechische Ortsname Hraničná wurde zum Ende des 19. Jahrhunderts eingeführt. 1890 lebten 104 Personen in den 22 Häusern von Gränzgrund. Mit dem zum Ende des 19. Jahrhunderts aufkommenden Tourismus erhielt das am Fuße des Spitzberges gelegene Dorf eine neue Perspektive als Sommerfrische. Im Jahre 1900 hatte das Dorf 118 Einwohner und bestand aus 21 Häusern. Der Bergbau wurde 1906 eingestellt. Beim Zensus von 1921 lebten in den 22 Häusern des Dorfes 112 Deutsche. Im Jahre 1930 hatte Gränzgrund 90 Einwohner. Nach dem Münchner Abkommen wurde das Dorf 1938 dem Deutschen Reich zugesprochen und gehörte bis 1945 zum Landkreis Freiwaldau. Nach dem Ende des Zweiten Weltkrieges kam Hraničná zur Tschechoslowakei zurück; die meisten der deutschsprachigen Bewohner wurden 1945/46 vertrieben. Die Wiederbesiedlung des abgelegenen Ortes gelang nur in geringem Umfang. Zusammen mit Petrovice wurde Hraničná 1949 nach Skorošice eingemeindet. 1950 lebten in den 22 Häusern von Hraničná nur noch 9 Personen. Nach der Wiederaufnahme des Eisenerzbergbaus begann ab 1960 der Vortrieb eines neuen Stollns aus dem weitgehend verlassenen Dorf. Bei der Gebietsreform von 1960 wurde der Okres Jeseník aufgehoben und der Ort in den Okres Šumperk eingegliedert. Große Teile des Dorfes wurden durch die neue Erzaufbereitung zerstört. Nachdem das Eisenerzbergwerk Hraničná 1968 den Betrieb eingestellt hatte, wurde der Ort verlassen. 1976 wurde Hraničná als Ortsteil von Skorošice aufgehoben. 
Das ehemals besiedelte Tal des Studený potok ist heute bewaldet. Lediglich einzelne am Vojtovický potok gelegene Häuser blieben erhalten.

## Ortsgliederung
Die Wüstung Hraničná gehört zum Ortsteil Petrovice der Gemeinde Skorošice und ist auch Teil des Katastralbezirkes Petrovice u Skorošic.

## Eisenerzgrube Hraničná
1856 wurde am oberen Ausgang des Ostré údolí nahe der preußischen Grenze in 900 m n.m. der Bergbau auf Eisenerz aufgenommen. Die Verarbeitung der gewonnenen Erze erfolgte in der Eisenhütte Endersdorf. Bergwerksbetreiber war zu Beginn das Troppauer Unternehmen Tlach-Keil, danach die Inhaberin der Endersdorfer Hütte Gräfin Rudzinská und schließlich der preußische Großindustrielle Guido Henckel von Donnersmarck, der 1906 die drei Gränzgrunder Eisenschächte stilllegen und fluten ließ. 1953 erfolgte die Wiederaufnahme des Grubenbetriebs.
Im Jahre 1959 begann in 575 m n.m. im größtenteils verödeten Dorf Hraničná der Vortrieb des neuen Stollens „Marek“ zum Aufschluss von zwei durch weißen Marmor abgetrennten Magnetit- und Hämatitlagerstätten. Zwischen 1960 und 1968 wurden 173 Kilotonnen Erz gefördert, mit der vor dem Stollen errichteten Aufbereitungsanlage wurden große Teile des ehemaligen Dorfes überbaut. Am 1. April 1968 erfolgte die Stilllegung der Eisenerzgrube Hraničná. Die Verwahrung der Schächte geschah zwischen 1969 und 1972; dazu wurden auch die auf dem Gelände des Dorfes aufgeschütteten Abraumhalden abgetragen.
Zur Wasserlösung wurde im Laufe der Zeit ein 540 m langer Stollen vorgetrieben. Bis in 107 m Teufe wurden Magnetit und begleitende Marmore abgebaut. Im Jahre 2014 übernahm der Verein Rychlebská báňsko-historická, z. s. die 1967 stillgelegte Eisenerzgrube Hraničná vom Staatsbetrieb DIAMO, um sie öffentlich zugänglich zu machen. Der abgesoffene Schacht dient als Ausbildungsstätte für Taucher des Integrovaný záchranný systém (IZS) und der Polizei. Zugleich wurden die gefluteten Grubenbaue auch für die private Höhlentaucherausbildung geöffnet. Am 17. Mai 2019 erfolgte die Eröffnung eines Besucherbergwerkes.